# Fehérfoltos kertibagoly
A fehérfoltos kertibagoly (Melanchra persicariae) a rovarok (Insecta) osztályának a lepkék (Lepidoptera) rendjébe, ezen belül a bagolylepkefélék (Noctuidae) családjába tartozó faj.

## Elterjedése
Egész Európában és Ázsiában elterjedt,  gyakori faj megtalálható a síkságokon, nedves vegyes erdőkben , nyír erdőkben, sűrű erdővel borított völgy lejtőkön, mocsaras erdőkön és a hegyekben mintegy 1000 méter magasságig. Az elterjedésének északi határa Skóciában kezdődik Dél-Skandinávián keresztül Oroszországban és Dél-Szibériában a Kamcsatka-félszigetig tart. A déli határa végigfut Észak-Spanyolországon, Olaszországon (kivéve Szicília), Macedónián , Bulgárián, Kis-Ázsián, a Dél-Kaukázuson , Észak-Iránon Közép-Ázsiáig és Észak-Kínáig, Koreáig tart.

## Megjelenése
- lepke: szárnyfesztávolsága: 28–38 mm, az első szárnyak színe sötétbarna, szürke és okker színű foltokkal. A hátsó szárnyak világosbarnák.
- hernyó: világoszöld vagy világosbarna színű. A fej zöldes vagy barnás. A kifejlett hernyó 45 mm hosszú.
- báb: sötét vörösesbarna

## Életmódja
- nemzedék: két nemzedékes faj, az első nemzedéke május második felében-júniusban rajzik. A tojásrakás után 1-3 hét elteltével kikelnek a kis lárvák és 5 lárvafokozatot követően bábbá fejlődnek. A második nemzedék rajzása július-augusztusra tehető, kártételük augusztustól figyelhető meg.
- hernyók tápnövényei: leginkább a káposztafélék károsítójaként ismert, de más szántóföldi és kertészeti növényeket (pl. fejes saláta, hagyma, paradicsom, paprika) is károsít. A hemyó a levélszáron hámozgat, kirágja a levél érközeit.

## Fordítás
- Ez a szócikk részben vagy egészben  a   Flohkraut-Eule című német Wikipédia-szócikk fordításán alapul.  Az eredeti cikk szerkesztőit annak laptörténete sorolja fel. Ez a jelzés csupán a megfogalmazás eredetét és a szerzői jogokat jelzi, nem szolgál a cikkben szereplő információk forrásmegjelöléseként.